# Abate primate
Abate primate è l'abate che presiede a una confederazione di monasteri.
La ragione per cui vari monasteri che seguono la stessa regola si riuniscono in una congregazione o confederazione può essere l'appartenenza alla stessa provincia, distretto, o paese; lo scopo della federazione di case è quello di promuovere gli interessi generali dell'Ordine monastico.
I poteri dell'abate preside vengono definiti negli statuti o costituzioni di ogni congregazione.
Nella recente confederazione dell'Ordine benedettino tutti i monasteri benedettini furono riuniti sotto la presidenza di un abate primate con la bolla pontificia Summum semper di Leone XIII del 12 luglio 1893; l'unificazione, fraterna nella sua natura, non portò alcuna modifica alla dignità abbaziale, e le varie congregazioni poterono conservare la loro autonomia.
I poteri dell'abate primate e la sua posizione vennero definiti, in una delibera della Congregazione per i Vescovi del 16 settembre 1893. Il primato è legato all'abbazia ed al Collegio internazionale benedettino di sant'Anselmo a Roma, ed il primate, che ha precedenza su tutti gli altri abati, ha i seguenti poteri:
- si pronuncia su tutte le questioni su cui sorgono dubbi in materia di disciplina;
- compone le controversie che dovessero sorgere tra monasteri;
- effettua visite pastorali a tutti i monasteri;
- esercita una supervisione generale sulla regolare osservanza della disciplina monastica.

Con l'istituzione dell'abate primate alcuni rami dell'Ordine sembra abbiano perso la loro originale autonomia. Per esempio, i cistercensi riformati di La Trappe furono posti sotto l'autorità di un abate generale con una delibera di papa Leone XIII dell'8 maggio 1892. Nel loro caso l'abate generale ha la piena autorità di decidere su tutta l'ordinaria e straordinaria amministrazione.
Tenendo conto dell'antichità di alcune abbazie, ai loro superiori è tributato il titolo di arciabate. Esse sono: Monte Cassino, "la culla del monachesimo Occidentale", Abbazia di San Paolo fuori le Mura, essendo la Arcibasilica Papale Ostiense sua chiesa abbaziale, San Martino in Ungheria, San Martino di Beuron in Germania e Arciabbazia di San Vincenzo in Pennsylvania, quest'ultima per il fatto di essere la prima fondazione benedettina in America.
| Controllo di autorità | GND (DE) 1156432898 |